# Ģirts Dzelde
Ģirts Dzelde (* 16. Juli 1963 in Riga) ist ein ehemaliger lettischer Tennisspieler.

## Leben
Dzelde besuchte die Universität Lettlands und war 1980 sowie 1983 Doppel-Europameister der Amateure. 1988 stand er in Sofia erstmals im Halbfinale eines Challenger-Turniers und im darauf folgenden Jahr stand er an der Seite von Goran Prpić im Finale des Challenger-Turniers von Wien. 1994 gewann er mit Mathias Huning das Challenger-Turnier von Heilbronn. Dzelde konnte zwar nie ein Turnier auf der ATP World Tour gewinnen, stand jedoch mit wechselnden Partnern in drei Finalpartien. Seine höchste Notierung in der Tennis-Weltrangliste erreichte er 1991 mit Position 273 im Einzel sowie 1993 mit Position 101 im Doppel.
Im Einzel konnte er sich nie für ein Grand-Slam-Turnier qualifizieren. In der Doppelkonkurrenz war sein bestes Resultat eine Drittrundenteilnahme in Wimbledon.
Dzelde absolvierte zwischen 1993 und 2000 27 Einzel sowie 16 Doppelpartien für die lettische Davis-Cup-Mannschaft. In dieser Zeit konnte sich Lettland nie für die Weltgruppe qualifizieren, zu den Höhepunkten zählten Begegnungen mit den Topspielern Younes El Aynaoui, Hicham Arazi und Goran Ivanišević, gegen die er jedoch jeweils unterlag.
Nach dem Ende seiner Profikarriere wurde er Teamchef der lettischen Davis-Cup-Mannschaft.

## Erfolge
| Legende                       |
| Grand Slam                    |
| Tennis Masters Cup            |
| ATP Masters Series            |
| ATP International Series Gold |
| ATP International Series      |

### Doppel

#### Finalteilnahmen
| Nr. | Datum           | Turnier    | Belag | Partner         | Finalgegner                     | Ergebnis      |
| --- | --------------- | ---------- | ----- | --------------- | ------------------------------- | ------------- |
| 1.  | 22. März 1992   | Casablanca | Sand  | T. J. Middleton | Horacio de la Peña Jorge Lozano | 6:2, 4:6, 6:7 |
| 2.  | 21. März 1993   | Casablanca | Sand  | Goran Prpić     | Mike Bauer Piet Norval          | 5:7, 6:7      |
| 3.  | 18. August 1996 | Umag       | Sand  | Udo Plamberger  | Pablo Albano Luis Lobo          | 4:6, 1:6      |